# Lei de Serviços de Comunicação Audiovisual da Argentina

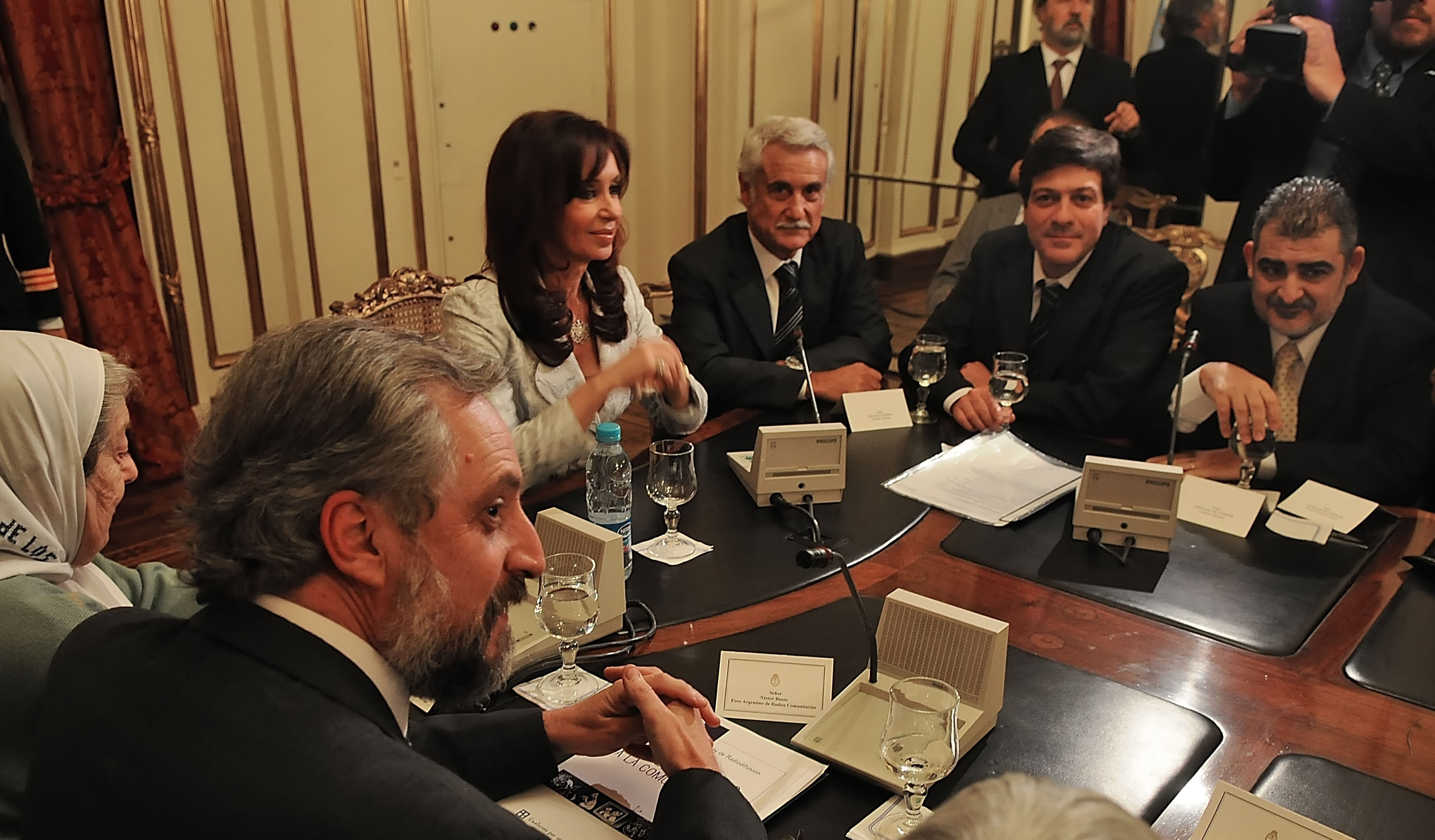
A presidenta Cristina Fernández de Kirchner, juntamente com o secretário de mídia, Albistur Henry, o titular do COMFER, Gabriel Mariotto e representantes da Coalizão por uma Radiodifusão Democrática.

Lei 26.522 de Serviços de Comunicação Audiovisual (em castelhano, Ley 26.522 de Servicios de Comunicación Audiovisual), popularmente conhecida como Ley de medios (em português Lei de meios de comunicação), é uma lei promulgada na Argentina em 10 de outubro de 2009 pela presidente, Cristina Kirchner. A Lei 26.522 revoga e substitui a Lei 22.285 de Radiodifusão, promulgada em 15 de setembro de 1980 pelo general Jorge Rafael Videla, chefe da junta militar, instituída durante a ditadura militar (1976-1983).
A antiga lei, promulgada à época da ditadura militar na Argentina, levou ao estabelecimento do monopólio midiático por parte do grupo Clarín, durante a ditadura (1976 - 1983). Ernestina Herrera de Noble teria usado de sua influência junto ao ditador Videla para eliminar os concorrentes  - situação denunciada por Repórteres sem Fronteiras (RSF) e pela ADEPA (Asociación de Entidades Periodísticas Argentinas)
O projeto, apresentado pelo governo peronista de esquerda, estava entre as promessas de campanha de Cristina Kirchner, e é uma "revolução da mídia", segundo a organização RSF.

## Lançamento do projeto de lei
O projeto foi lançado em março de 2009, com base na declaração da Coalición por una Radiodifusión Democrática (Coalizão por uma Radiodifusão Democrática). Parte dos partidos de oposição solicitou que o projeto de lei fosse examinado somente após as eleições de junho de 2009; ele foi apresentado em agosto e promulgado em outubro de 2009.Marchas foram realizadas em todo o país em favor da nova lei. A maior concentração foi  em Buenos Aires com mais de 70 mil pessoas.

## Principais pontos da lei
Ela declara que as radiofrequências são bens públicos, e que serão concedidas por 10 anos (podendo a concessão ser renovada por igual período) através de licitações públicas. O setor audiovisual é em si mesmo descrito como de "interesse público", não constituindo contudo um "serviço público", sendo implementado através de instituições não-governamentais, cujas concessões são livremente concedidas pelo Estado em vez de serem vendidas (ou arrendadas).
A lei distingue entre mídia comunitária (à qual é reservada um terço do espectro audiovisual), mídia privada e mídia do serviço público, limita a formação de oligopólios e inclui medidas destinadas a apoiar meios de comunicação para os povos indígenas.
Também impõe níveis mínimos da difusão de 70% de produção nacional, 30% de música nacional e 50% de música produzida de forma independente, regulamentando assim a publicidade. Uma "Autoridade Federal de Serviços de Comunicação Audiovisual" é responsável pela aplicação da lei, substituindo o anterior "Comitê Federal de Radiodifusão" (COMFER), no qual as forças armadas tiveram considerável influência (contudo, desde Raúl Alfonsín, eleito em 1983, este Comitê esteve suspenso, sem ser revogado). Finalmente, prevê o fim da televisão analógica.

## Distribuição dos votos no Congresso
O projeto foi aprovado pela Câmara dos Deputados em setembro de 2009, com 147 votos a favor, quatro contra e uma abstenção (Miguel Bonasso). Foi apoiado pela maioria (Partido Justicialista-Frente para a Vitória) e por vários grupos de oposição, incluindo o Partido Socialista (com exceção de uma deputada que votou contra), o Encuentro Popular y Social (sabatellismo), Solidaridad e Igualdad (SI, de esquerda), o Partido Nuevo Contra la Corrupción (juecismo), o Partido de la Concertación/FORJA (centrista), a Frente Cívico por Santiago (centrista) e o Proyecto Sur (de esquerda, do cineasta Pino Solanas), além do voto de uma socialista dissidente (Laura Sesma). Os  três votos contrários vieram do Movimiento Popular Neuquino(direita).  No Senado, em uma longa sessão, que durou cerca de vinte hours o texto foi aprovado por 44 votos contra 22: opuseram-se  a Coalición Cívica, a Propuesta Republicana (de direita).

## Reação da sociedade civil
A nível da sociedade civil, a CGT, a CTA e os sindicatos de empregados do setor audiovisual aprovaram a normativa, bem como o Prêmio Nobel da Paz Adolfo Pérez Esquivel, as ONGs de direitos humanos (Mães da Praça de Maio, etc.), a Federación Universitaria Argentina e a FEPALC ("Federação dos Jornalistas da América Latina e Caribe"). Também foi apoiada pelo relator especial da ONU sobre o Direito à Liberdade de Opinião e Expressão, Frank William La Rue, pela Federação Internacional de Jornalistas (FIJ), que representa mais de 600.000 profissionais em 120 países e ONGs internacionais, Repórteres Sem Fronteiras, a Associação Latino-americana para a Rádio Educação (ALRE), a Agência de Informação da América Latina (AIAL) (que tem status consultivo junto à ONU) e a Organização Latino-americana e Caribenha de Comunicação Católica (OCLACC).
O Grupo Uno, que inicialmente estava contrário à normativa, parece ter recentemente buscado maneiras de se adequar à nova realidade. Graças à Lei, 1.000 novas licenças de rádio e televisão foram concedidas, e criou-se cerca de 100.000 postos de trabalho.